# Bottovo
Bottovo es un municipio del distrito de Rimavská Sobota en la región de Banská Bystrica, Eslovaquia, con una población estimada a final del año 2024 de 201 habitantes.
Se encuentra ubicado al este de la región, en la cuenca hidrográfica del río Sajó —un afluente derecho del río Tisza— y cerca de la frontera con la región de Košice y con Hungría.

## Demografía
| Año        | 1994 | 2004    | 2014    | 2024    |
| ---------- | ---- | ------- | ------- | ------- |
| Población  | 198  | 212     | 209     | 201     |
| Diferencia |      | +7,07 % | −1,41 % | −3,82 % |

| Año        | 2023 | 2024    |
| ---------- | ---- | ------- |
| Población  | 202  | 201     |
| Diferencia |      | −0,49 % |